# Mimostrangalia kappanzanensis
Mimostrangalia kappanzanensis is een keversoort uit de familie van de boktorren (Cerambycidae). De wetenschappelijke naam van de soort werd voor het eerst geldig gepubliceerd in 1933 door Kano.